# Lenin (rompighiaccio)
Il rompighiaccio Lenin, così denominato in onore del rivoluzionario russo Vladimir Lenin (1870-1924), e precedentemente chiamato Aleksander Nevskij, fu costruito nei cantieri navali di Newcastle upon Tyne e terminato nel 1917. All'epoca era la più grande nave di questo tipo.